# پروتکل آسان مدیریت شبکه

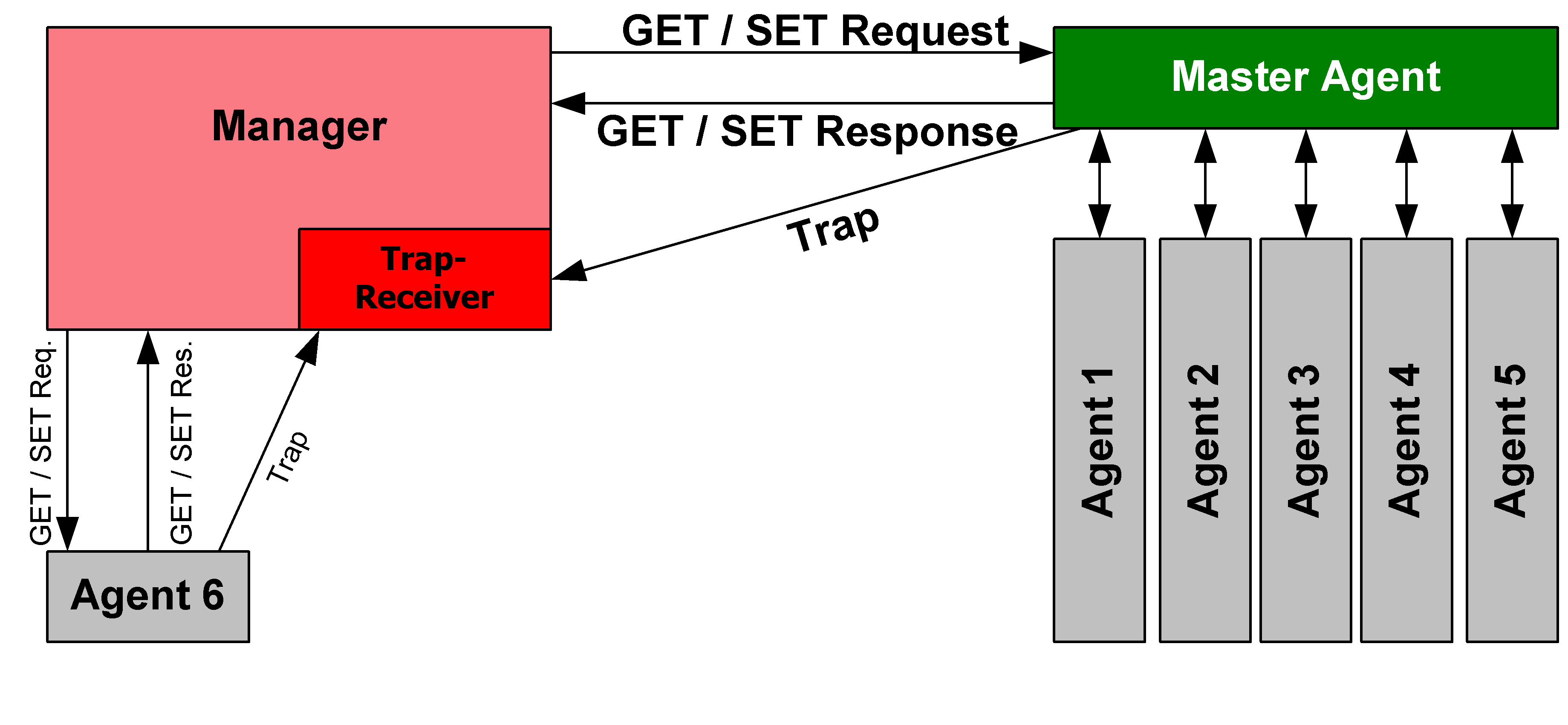
نمودار اصول SNMP

پروتکل مدیریت آسان شبکه (به انگلیسی: Simple Network Management Protocol (SNMP)‎) عبارت است از قراردادی جهت نقل و انتقال بسته‌های داده که در لایهٔ کاربرد روی TCP/IP یا قرارداد داده‌نگار کاربر پیاده‌سازی می‌شود. این پروتکل که برای ساده‌کردن نقل و انتقالات بسته‌های مدیریت سیستم‌ها طراحی شده‌است، فقط پنج فرمان دارد که ساختار همهٔ آن‌ها کاملاً مشخص و معلوم است. با استفاده از همین پنج فرمان می‌توان کل نیارمندی‌های مدیریت یک وسیله از روی شبکه را مدیریت کرد.
بسیاری نرم‌افزارها و میان‌افزارهای استاندارد امروزی مجهز به اس‌ان‌ام‌پی هستند و همراه آن‌ها فایل ام‌آی‌بی∗ آن‌ها هم داده می‌شود. ام‌آی‌بی فایلی است که ساختار و موقعیت ندهای تعریف شده برای وسیله را در ام‌آی‌بی استاندارد آی‌تی‌یو∗ مشخص می‌کند. تمام نسخه‌های مبتنی بر ان‌تی ویندوز دارای ام‌آی‌بی استاندارد هستند.
این پروتکل داده‌های وابسته با جابجایی مدیریت بین سرورهای شبکه را پشتیبانی می‌کند. SNMP در لایهٔ Application از مدل OSI رفتار می‌نماید؛ به این گونه که برای جلوگیری از پیدایش ناهماهنگی در کارکرد پروتکل TCP/IP، پروتکل SNMP تبادل داده را بدون برگزاری پیوند انجام می‌دهد، یعنی داده فرستاده شده با این پروتکل از لایهٔ Session که لایهٔ برگزارکنندهٔ اتصال میان فرستنده و گیرنده است نمی‌گذرد و در نتیجه برای ارسال داده خط اشغال نشده و اختلالی در کارکرد پروتکل اصلی شبکه (TCP/IP) پدید نمی‌آید. در واقع پروتکل SNMP راهی را در شبکه برای ارسال داد پدیدنمی‌آورد، بلکه داده را از یک میانگاه به میانگاه دیگر راهبری می‌کند تا به مقصد برسد. از همین رو، قابلیت اطمینان پروتکل SNMP که حاوی لایهٔ Session نمی‌باشد، کمتر از پروتکل TCP/IP است. کاربرد این پروتکل در شبکه‌های با بیش از یک سرور (مانند سیستم‌های اتوماسیون پست‌ها که دارای دو سرور روشن و سرورذخیره روشن هستند) می‌باشد که با از دست رفتن سرور روشن، پیام راه‌اندازی سرور ذخیره از سوی این پروتکل به آن داده شده و روشن می‌گردد و مدیریت شبکه را به جای سرور از دست رفته به عهده می‌گیرد